# Fatima El Ghazouani
Pour les articles homonymes, voir El Ghazouani.
Fatima El Ghazouani (en arabe : فاطمة الغزواني), née le 11 mai 2005, est une footballeuse internationale marocaine qui évolue au poste de défenseure centrale au Racing Club de Lens.

## Biographie
Fatima El Ghazouani est née à Melun de parents marocains. Issue d'une fratrie de sportifs, elle est la sœur cadette d'Imène El Ghazouani et la sœur aînée d'Awatif El Ghazouani qui représentent aussi le Maroc au niveau international.

## Carrière en club

### Débuts et formation
Fatima El Ghazouani fait ses débuts en club à la Rochette Vaux le Pénil. C'est dans ce club qu'elle apprend les bases du football et se forme avant de prendre en 2022 la direction de l'US Quevilly Rouen qui évolue dans l'élite régionale et avec lequel elle y joue une saison.
Durant cette année avec le QRM, elle prend part au total à 13 rencontres et inscrit 6 buts.

### Courte expérience en Suisse au FC Sion (2023)
Après une saison avec le club de Quevilly, Fatima El Ghazouani part avec sa sœur aînée Imène en Suisse pour s'engager au FC Sion qui évolue en LNB (deuxième division).
Cependant, contrairement à sa sœur, elle quitte le club à la mi-saison et rejoint le Racing Club de Lens.
Avec le club suisse, El Ghazouani aura donc pris part à 8 rencontres pour autant de titularisations.

### Découverte de la Seconde Ligue avec Lens (depuis 2024)

#### Première saison (2023-2024)
Le Racing Club de Lens qui évolue en D2, annonce la signature de Fatima El Ghazouani le 2 février 2024, soit juste après qu'elle a disputé avec sa sélection le dernier tour des éliminatoires à la Coupe du monde des moins de 20 ans. 
Quelques jours après l'annonce de son arrivée, le 11 février 2024, elle fait ses débuts avec le club et fait sa première apparition dans la D2 en entrant en jeu face au FC Nantes dans le cadre de la 10e journée. Trois jours plus tard en Coupe de France, elle est titularisée pour la première fois par Sarah M'Barek face au Paris FC pensionnaire de la D1. Les Lensoises s'inclinent lourdement sur le score de 4 buts à 0 et sont éliminées au stade des quarts de finale, bien que Fatima El Ghazouani ait jouée l'intégralité de la rencontre. Durant cette même semaine, dimanche 18 février, elle connaît sa première titularisation dans la D2, face au Montauban FCTG, dans une rencontre qui se termine sur un score de parité (1-1).
Lens parvient à se maintenir pour la saison suivante et Fatima El Ghazouani aura disputé cette moitié de saison un total de 9 matchs en championnat pour 5 titularisations.

#### Deuxième saison (2024-2025)
Fatima El Ghazouani prolonge avec le Racing Club de Lens et dispute son premier match de la saison le 15 septembre 2024 en déplacement chez le FC Metz dans le cadre de la première journée de la D2 désormais connue sous le nom de « Seconde Ligue », la rencontre se solde sur un nul vierge.
Elle inscrit son premier but avec le club lensois le 24 novembre 2024 face à FCF Rouen Plateau Est dans le cadre du premier tour fédéral de la Coupe de France féminine 2024-2025 (victoire, 4-0).
Le 2 février 2025, dans le derby du nord face au LOSC, elle inscrit son tout premier but en Seconde ligue (victoire, 2-1).

## Carrière internationale
Née en France, Fatima El Ghazouani est éligible aussi pour jouer en équipe de France. Toutefois, elle décide de représenter le Maroc au niveau international.

### Maroc -17 ans
Durant le mois de mai de l'année 2022, Fatima El Ghazouani reçoit une convocation de la part du sélectionneur Patrick Cordoba pour disputer avec l'équipe du Maroc des moins de 17 ans, la double confrontation aller et retour face au Ghana dans le cadre du dernier tour des qualifications à la Coupe du monde 2022. Elle fait sa première apparition en entrant en jeu au match aller à Accra qui voit les Ghanéennes s'imposer 2 à 0. Quelques jours plus tard lors du match retour, le 4 juin 2024, elle débute titulaire et ouvre le score de la rencontre qui se termine par un score de 2-0 pour le Maroc. Les Marocaines se qualifient pour le Mondial en remportant la séance de tirs au but.

#### Coupe du monde 2022 en Inde
Après avoir disputé plusieurs matchs amicaux de préparations, face au Portugal et face au Chili,,, le Maroc et Fatima El Ghazouani font leur entrée en lice en Coupe du monde dans un groupe composé du Brésil, de l'Inde (pays organisateur) et des États-Unis. Le Maroc qui participe pour la première fois dans la compétition s'incline face au Brésil (1-0) et s'impose lors du deuxième match face à l'Inde (3-0). Cependant, les Marocaines perdent la dernière rencontre face aux Américaines (4-0) et sont donc éliminées au stade de la phase des groupes. Fatima El Ghazouani prend part à toutes les rencontres de ce Mondial en tant que titulaire.

### Maroc -20 ans
Après avoir connu la sélection des moins de 17 ans, Fatima El Ghazouani reçoit une première convocation chez les moins de 20 ans pour participer au Tournoi de l'UNAF qui se tient du 14 au 18 mars 2023 à Le Kram en Tunisie. Tournoi que remporte le Maroc après un nul face à l'Algérie (1-1) et deux victoires respectivement sur la Tunisie (3-0) et l'Égypte (1-0). El Ghazouani ne joue que la rencontre face à l'Algérie.
Quelques mois plus tard, en mai, elle est convoquée par Anthony Rimasson pour jouer une double confrontation amicale face au Sénégal à Thiès. Le Maroc s'incline lors des rencontres. La première sur le score de 2 buts à 1 et la deuxième par un score de 2-0. Fatima El Ghazouani est titularisée lors des matchs et c'est elle qui inscrit l'unique but marocain lors de la première manche. Quelques semaines plus tard, durant le mois d'août, la sélection affronte amicalement le Mali dans une double confrontation au Complexe Mohammed VI dans le cadre des préparations à la Coupe du monde. 
Les Marocaines disputent deux matchs amicaux contre le Botswana les 21 et 24 septembre 2023 au Complexe Mohammed VI. Le Maroc s'impose largement lors des deux rencontres, 6-0 et 8-0. Fatima El Ghazouani marque dans ces deux matchs.

#### Coupe du monde 2024 en Colombie
Le Maroc entame alors les qualifications pour le Mondial 2024 de la catégorie. Exempt du premier tour, les Marocaines jouent contre le Burkina Faso à El Jadida. Le match aller, le 8 octobre 2024, se termine sur une large victoire 4-0. Tandis que le match retour, voit les deux équipes se neutraliser sur le score de un partout. Fatima El Ghazouani dispute les deux rencontres. Le même mois, le Maroc reçoit le Bénin au Complexe Mohammed VI pour une double confrontation amicale qui voit les Marocaines s'imposer par deux fois, 2-1 puis 4-2.
La sélection est opposée à la Guinée au troisième tour des qualifications au Mondial. Les deux rencontres se jouent à El Jadida les 12 et 18 novembre. Le Maroc se qualifie pour le dernier tour en remportant les deux matchs, 3-0 puis 2-0. El Ghazouani est titularisée lors des deux rencontres. 
Le Maroc affronte donc l'Éthiopie lors du dernier tour des éliminatoires. Les Marocaines parviennent à décrocher une qualification historique pour la phase finale de la Coupe du monde bien qu'elles se soient inclinées 1 à 0 au match retour, le 23 février 2024 à Addis-Abeba. Les « Lioncelles de l'Atlas » valident leur qualification grâce à leur victoire 2 buts à 0 au match aller, le 21 janvier 2024 à El Jadida. Fatima El Ghazouani participe aux deux rencontres.
Après avoir disputé une série de matchs amicaux et de tournoi internationaux, parmi eux la Pinatar Cup en Espagne et la Sud Ladies Cup en France, la sélection entraînée par Jorge Vilda part se concentrer en Autriche durant le mois de juillet où elle affronte amicalement le Venezuela et l'Autriche. Fatima El Ghazouani participe aux deux rencontres perdues par les Marocaines.
L'équipe nationale retourne au Maroc terminer sa préparation avec deux matchs amicaux contre la Colombie fin juillet 2024 avant de prendre son envol pour la Colombie pour disputer la Coupe du monde. Juste avant leur entrée en lice, les Marocaines affrontent en match amical le Costa Rica et les Fidji respectivement les 22 et 26 août 2024 à Alajuela. Avec la participation de Fatima El Ghazouani, le Maroc s'incline face au Costa Rica (2-0) et s'impose face aux Fidjis (2-0),.
Le Maroc fait alors son entrée en lice à la Coupe du monde en Colombie dans un groupe composé du Paraguay, des États-Unis et de l'Espagne (championne en titre). Cependant les Marocaines quittent le Mondial dès la phase de groupe après s'être inclinées lors des trois rencontres par le même score à chaque fois (2-0). Fatima El Ghazouani participe à l'ensemble des matchs en tant que titulaire et est la joueuse marocaine qui réalise le plus grand nombre de passes (101).

### Maroc -23 ans
Alors qu'elle est éligible pour jouer avec les moins de 20 ans, Fatima El Ghazouani est convoquée par Stéphane Nado à disputer une double confrontation amicale avec la sélection marocaine des moins de 23 ans les 6 et 9 avril 2023 face au Cameroun. Le Maroc s'incline lors des deux manches, 2-1 puis 1-0. Fatima El Ghazouani prend part aux deux rencontres avec sa sœur Imène, la deuxième en tant que titulaire.

### Équipe du Maroc
Alors qu'elle évolue à Quevilly Rouen, Fatima El Ghazouani alors âgée de 17 ans, reçoit un premier appel de la part de Reynald Pedros en équipe du Maroc pour prendre part à un stage en Turquie et à deux matchs amicaux face à la Slovaquie et la Bosnie-Herzégovine respectivement les 17 et 21 février 2023. Sur le banc des remplaçantes, elle ne fait pas d'entrée en jeu durant ce stage.

#### Coupe d'Afrique des nations 2024
Elle est convoquée pour disputer deux matchs amicaux contre la Tanzanie et le Sénégal respectivement les 25 et 29 octobre 2024 au Stade Père-Jégo. Les Marocaines remportent les deux rencontres avec un score de 4-1 face aux Tanzaniennes et une large victoire face aux Sénégalaises, 7-0. Bien que sur le banc des remplaçantes, elle n'entre en jeu dans aucune des deux rencontres,.
Puis le mois suivant, alors qu'elle ne figurait pas initialement dans la liste des joueuses convoquées, Jorge Vilda l'appelle pour prendre part au stage de l'équipe A et à deux matchs amicaux, contre le Botswana et le Mali respectivement les 28 novembre et 3 décembre 2024 à Tétouan, et ce afin de pallier l'absence de Nesryne El Chad qui se blesse juste avant la date FIFA. C'est alors qu'elle fait ses débuts avec l'équipe A en entrant à l'heure de jeu face au Botswana, à la place de Zoubida El Bastali.
Toujours dans le cadre des préparations à la CAN, elle est convoquée par Jorge Vilda pour disputer deux matchs amicaux internationaux, face au Ghana et Haïti respectivement les 21 et 25 février 2025 à Casablanca. Les Marocaines s'imposent face aux Ghanéennes (1-0) et font match nul contre les Haïtiennes (1-1). Remplaçante, elle n'a pas de temps de jeu pendant cette trêve internationale,.
Fatima El Ghazouani est convoquée avec sa sœur Imène pour le stage suivant afin de disputer deux matchs amicaux contre la Tunisie et le Cameroun les 4 et 8 avril 2025 au Stade Père-Jégo. Les Marocaines s'imposent face aux Tunisiennes avec un score de 3 buts à 1. Cependant, elles s'inclinent face aux Camerounaises (0-1). Sur le banc lors, Fatima El Ghazouani n'entre pas en jeu,.

## Statistiques

### En club
| Saison                | Club                  | Championnat           | Championnat | Championnat | Coupe(s) nationale(s) | Coupe(s) nationale(s) | Autres compétitions | Autres compétitions | Autres compétitions | Total | Total |
| Saison                | Club                  | Division              | M.          | B.          | M.                    | B.                    | Comp.               | M.                  | B.                  | M.    | B.    |
| 2022-2023             | QRM                   | Régional 1            | 11          | 6           | 0                     | 0                     | CR                  | 2                   | 0                   | 13    | 6     |
| Sous-total            | Sous-total            | Sous-total            | 11          | 6           | 0                     | 0                     | -                   | 2                   | 0                   | 13    | 6     |
| 2023-2024             | FC Sion               | LNB                   | 7           | 0           | 1                     | 0                     | -                   | -                   | -                   | 8     | 0     |
| Sous-total            | Sous-total            | Sous-total            | 7           | 0           | 1                     | 0                     | -                   | -                   | -                   | 8     | 0     |
| 2023-2024             | RC Lens               | Division 2            | 9           | 0           | 1                     | 0                     | -                   | -                   | -                   | 10    | 0     |
| 2024-2025             | RC Lens               | Division 2            | 14          | 0           | 2                     | 1                     | -                   | -                   | -                   | 16    | 1     |
| Sous-total            | Sous-total            | Sous-total            | 23          | 1           | 3                     | 1                     | -                   | -                   | -                   | 26    | 2     |
| Total sur la carrière | Total sur la carrière | Total sur la carrière | 41          | 7           | 24                    | 1                     | -                   | 2                   | 0                   | 67    | 8     |

#### Statistiques par compétition
| Compétition            | Matchs | Titu. | Buts | Passes | Cartons | Cartons |
| Compétition            | Matchs | Titu. | Buts | Passes | Jaunes  | Rouges  |
| ---------------------- | ------ | ----- | ---- | ------ | ------- | ------- |
| Seconde Ligue          | 23     | 18    | 1    | 0      | 7       | 0       |
| Coupe de France        | 3      | 3     | 1    | 0      | 1       | 0       |
| Régional 1 (Normandie) | 11     | 10    | 6    | -      | 0       | 0       |
| Coupe de Normandie     | 2      | 1     | 0    | -      | 0       | 0       |
| Ligue nationale B      | 7      | 7     | 0    | -      | 0       | 0       |
| Coupe de Suisse        | 1      | 1     | 0    | 0      | 0       | 0       |
| Total                  | 46     | 40    | 8    | -      | 8       | 0       |

### En sélection

#### Maroc -20 ans
Le tableau suivant liste les rencontres de l'équipe du Maroc des moins 20 ans auxquelles Fatima El Ghazouani a pris part :

#### Équipe du Maroc
Le tableau suivant liste les rencontres de l'équipe du Maroc auxquelles a participé Rania Boutiebi :
| # | Date             | Stade                      | Adversaire | Résultat | Minutes | Compétition  | But inscrit | Passe décisive | Club    |
| - | ---------------- | -------------------------- | ---------- | -------- | ------- | ------------ | ----------- | -------------- | ------- |
| 1 | 28 novembre 2024 | Stade Saniat-Rmel, Tétouan | Botswana,  | 3 – 1    | 30      | Match amical | 0           | 0              | RC Lens |

| Résultat : - G = Match gagné - N = Match nul - P = Match perdu |

#### Statistiques par compétition
| Compétition                   | Matchs | Titu. | Buts | Passes | Cartons | Cartons |
| Compétition                   | Matchs | Titu. | Buts | Passes | Jau.    | Rou.    |
| ----------------------------- | ------ | ----- | ---- | ------ | ------- | ------- |
| Matchs amicaux internationaux | 1      | 0     | 0    | 0      | 0       | 0       |
| Total                         | 1      | 0     | 0    | 0      | 0       | 0       |

## Liens
- Ressources relatives au sport :   - FootballDatabase
  - Kicker
  - Leballonrond
  - Soccerdonna